# Laze pri Oneku
Laze pri Oneku este o localitate din comuna Kočevje, Slovenia.